# ГЕС Дак-Мі 3
ГЕС Дак-Мі 3 – гідроелектростанція у центральній частині В’єтнаму. Знаходячись між ГЕС Дак-Мі 2 (вище по течії) та ГЕС Дак-Мі 4А, входить до складу  каскаду на річці Дак-Мі – верхній течії Vu Gia, яка впадає до Південно-Китайського моря в районі Дананга, утворюючи спільну дельту із Thu Bon.
У межах проекту річку перекрили греблею висотою 31 метр та довжиною 60 метрів, яка утримує невелике водосховище з площею поверхні 0,4 км2 (у випадку повені – до 0,49 км2) та об’ємом 3,4 млн м3. В резервуарі можуть відбуватись коливання поверхні між позначками 351 метр НРМ («мертвий» рівень) та 363 метри НРМ (під час повені).
Зі сховища через лівобережний масив прокладено дериваційний тунель до розташованого за 2 км машинного залу. Останній обладнали двома турбінами типу Френсіс потужністю по 32,3 МВт (загальна номінальна потужність станції 63 МВт), які повинні забезпечувати виробництво 212 млн кВт-год електроенергії на рік.
Видача продукції відбувається по ЛЕП, розрахованій на роботу під напругою 220 кВ.
Під час будівництва провели екскавацію 750 тис м3 породи та використали 139 тис м3 бетону.